# Drungarios
Drungarios, in italiano drungario, era un grado militare dell'esercito bizantino.

## Etimologia
La parola è collegata con la parola latina drungus tradotta come gruppo, anche molto numeroso, di soldati.
Drungarios (in greco Δρουγγάριος?), significa quindi comandante del drungus, che in epoca più tarda era anche un tipo di nave.

## Storia
Secondo la divisione amministrativa dell'Impero bizantino (nel VII secolo) ad ogni suddivisione territoriale corrispondeva un reparto militare; un  thema (Θέμα)  (plur. themata) era una provincia dell'impero, ma il termine era anche usato per indicare un corpo d'armata. Il reparto militare detto thema era poi ulteriormente suddiviso in turme mentre ogni turma si componeva di un certo numero di moirae (Μοίραι) o drungi.
Ogni Moira o Droungos era inoltre composto di numerose bandae.
Volendo cercare un equivalente moderno il Drungarios potrebbe essere considerato  l'analogo di un moderno colonnello, o più probabilmente un generale di brigata. Successivamente il rango dei Drungarios cominciò ad essere usato come rango navale, ad esempio con il titolo di Mega Drungarios che indicava il secondo in comando della flotta imperiale, mentre l'ammiraglio in capo era chiamato Mega Dux (in greco Μέγας Δουξ).